# Lilian Egloff
Lilian Egloff (Heilbronn, 20 agosto 2002) è un calciatore tedesco, centrocampista del Karlsruhe.

## Caratteristiche tecniche
È un centrocampista offensivo che può essere impiegato come trequartista.

## Carriera

### Club
Cresciuto calcisticamente nel settore giovanile dello Stoccarda, esordisce in prima squadra il 5 febbraio 2020 in Coppa di Germania contro il Bayer Leverkusen, subentrando a Philipp Förster. Il 20 agosto 2020, Egloff prolunga il suo contratto con lo Stoccarda fino a giugno 2024.

### Nazionale
Vanta una presenza e una rete con la maglia della rappresentativa tedesca Under-15.

## Statistiche

### Presenze e reti nei club
Statistiche aggiornate al 16 febbraio 2025.
| Stagione            | Squadra             | Campionato          | Campionato | Campionato | Coppe nazionali | Coppe nazionali | Coppe nazionali | Coppe continentali | Coppe continentali | Coppe continentali | Altre coppe | Altre coppe | Altre coppe | Totale | Totale | Totale |
| Stagione            | Squadra             | Comp                | Pres       | Reti       | Comp            | Pres            | Reti            | Comp               | Pres               | Reti               | Comp        | Pres        | Reti        | Pres   | Reti   |        |
| ------------------- | ------------------- | ------------------- | ---------- | ---------- | --------------- | --------------- | --------------- | ------------------ | ------------------ | ------------------ | ----------- | ----------- | ----------- | ------ | ------ | ------ |
| 2020-2021           | Stoccarda II        | RL                  | 3          | 1          | -               | -               | -               | -                  | -                  | -                  | -           | -           | -           | 3      | 1      |        |
| 2021-2022           | Stoccarda II        | RL                  | 15         | 1          | -               | -               | -               | -                  | -                  | -                  | -           | -           | -           | 15     | 1      |        |
| 2022-2023           | Stoccarda II        | RL                  | 5          | 0          | -               | -               | -               | -                  | -                  | -                  | -           | -           | -           | 5      | 0      |        |
| 2023-2024           | Stoccarda II        | RL                  | 2          | 2          | -               | -               | -               | -                  | -                  | -                  | -           | -           | -           | 2      | 2      |        |
| Totale Stoccarda II | Totale Stoccarda II | Totale Stoccarda II | 25         | 4          |                 | -               | -               |                    | -                  | -                  |             | -           | -           | 25     | 4      |        |
| 2019-2020           | Stoccarda           | 2L                  | 3          | 0          | CG              | 1               | 0               | -                  | -                  | -                  | -           | -           | -           | 4      | 0      |        |
| 2020-2021           | Stoccarda           | BL                  | 2          | 0          | CG              | 0               | 0               | -                  | -                  | -                  | -           | -           | -           | 2      | 0      |        |
| 2021-2022           | Stoccarda           | BL                  | 4          | 0          | CG              | 0               | 0               | -                  | -                  | -                  | -           | -           | -           | 4      | 0      |        |
| 2022-2023           | Stoccarda           | BL                  | 10+1       | 0          | CG              | 2               | 0               | -                  | -                  | -                  | -           | -           | -           | 13     | 0      |        |
| 2023-2024           | Stoccarda           | BL                  | 5          | 0          | CG              | 1               | 0               | -                  | -                  | -                  | -           | -           | -           | 6      | 0      |        |
| Totale Stoccarda    | Totale Stoccarda    | Totale Stoccarda    | 24+1       | 0          |                 | 4               | 0               |                    | -                  | -                  |             | -           | -           | 29     | 0      |        |
| 2024-2025           | Karlsruhe II        | VL                  | 1          | 0          | -               | -               | -               | -                  | -                  | -                  | -           | -           | -           | 1      | 0      |        |
| 2024-2025           | Karlsruhe II        | 2L                  | 8          | 0          | CG              | 2               | 0               | -                  | -                  | -                  | -           | -           | -           | 10     | 0      |        |
| Totale carriera     | Totale carriera     | Totale carriera     | 59         | 4          |                 | 6               | 0               |                    | -                  | -                  |             | -           | -           | 65     | 4      |        |